# Jānis Ķipurs
Jānis Ķipurs –en ruso, Янис Кипурс– (Kurmene, URSS, 3 de enero de 1958) es un deportista soviético de origen letón que compitió en bobsleigh en las modalidades doble y cuádruple.
Participó en dos Juegos Olímpicos de Invierno, obteniendo dos medallas en Calgary 1988, oro en la prueba doble (junto con Vladimir Kozlov) y bronce en la cuádruple (junto con Guntis Osis, Juris Tone y Vladimir Kozlov), y el cuarto lugar en Sarajevo 1984 (doble).
Ganó una medalla de bronce en el Campeonato Mundial de Bobsleigh de 1989 y dos medallas en el Campeonato Europeo de Bobsleigh, oro en 1984 y plata en 1987.

## Palmarés internacional
| Juegos Olímpicos   | Juegos Olímpicos           | Juegos Olímpicos  | Juegos Olímpicos |
| Año                | Lugar                      | Medalla           | Prueba           |
| ------------------ | -------------------------- | ----------------- | ---------------- |
| 1988               | Calgary (Canadá)           | Medalla de oro    | Doble            |
| 1988               | Calgary (Canadá)           | Medalla de bronce | Cuádruple        |
| Campeonato Mundial |                            |                   |                  |
| Año                | Lugar                      | Medalla           | Prueba           |
| 1989               | Cortina d'Ampezzo (Italia) | Medalla de bronce | Doble            |
| Campeonato Europeo |                            |                   |                  |
| Año                | Lugar                      | Medalla           | Prueba           |
| 1984               | Igls (Austria)             | Medalla de oro    | Doble            |
| 1987               | Cervinia (Italia)          | Medalla de plata  | Doble            |